# Ubay
Ubay is een gemeente in de Filipijnse provincie Bohol op het gelijknamige eiland. Bij de census van 2015 telde de gemeente bijna 74 duizend inwoners.

## Geografie

### Bestuurlijke indeling
Ubay is onderverdeeld in de volgende 45 barangays:
| - Achila - Bay-ang - Benliw - Biabas - Bongbong - Bood - Buenavista - Bulilis - Cagting - Calanggaman - California - Camali-an - Camambugan - Casate - Cuya | - Fatima - Gabi - Governor Boyles - Guintabo-an - Hambabauran - Humayhumay - Ilihan - Imelda - Juagdan - Katarungan - Lomangog - Los Angeles - Pag-asa - Pangpang - Poblacion | - San Francisco - San Isidro - San Pascual - San Vicente - Sentinila - Sinandigan - Tapal - Tapon - Tintinan - Tipolo - Tubog - Tuboran - Union - Villa Teresita |

## Demografie
Ubay had bij de census van 2015 een inwoneraantal van 73.712 mensen. Dit waren 5.134 mensen (7,5%) meer dan bij de vorige census van 2010. Ten opzichte van de census van 2000 was het aantal inwoners gegroeid met 13.885 mensen (23,2%). De gemiddelde jaarlijkse groei in die periode kwam daarmee uit op 1,38%, hetgeen lager was dan het landelijk jaarlijks gemiddelde over deze periode (1,84%).

De bevolkingsdichtheid van Ubay was ten tijde van de laatste census, met 73.712 inwoners op 335,06 km², 220 mensen per km².

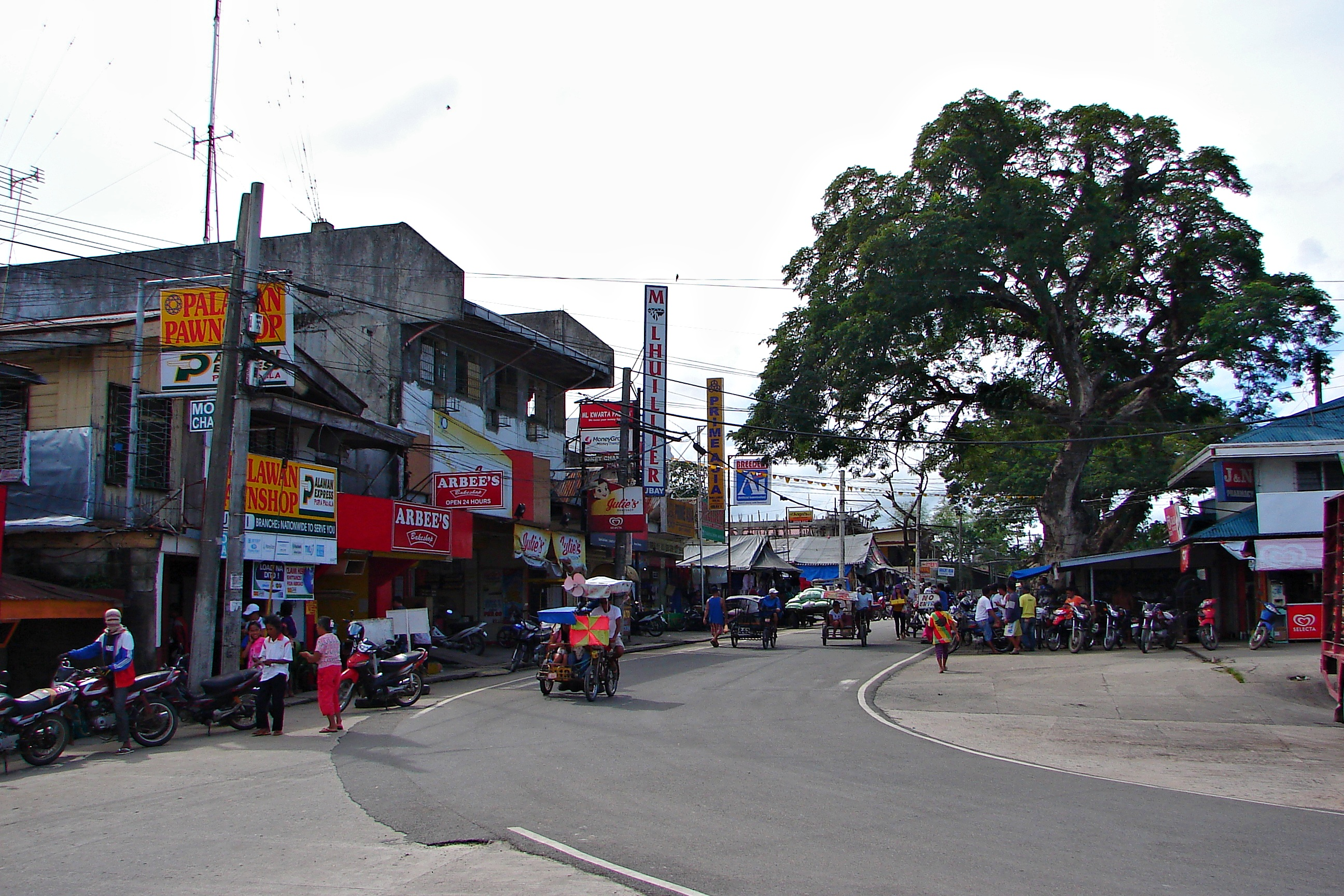
Poblacion (centrum)
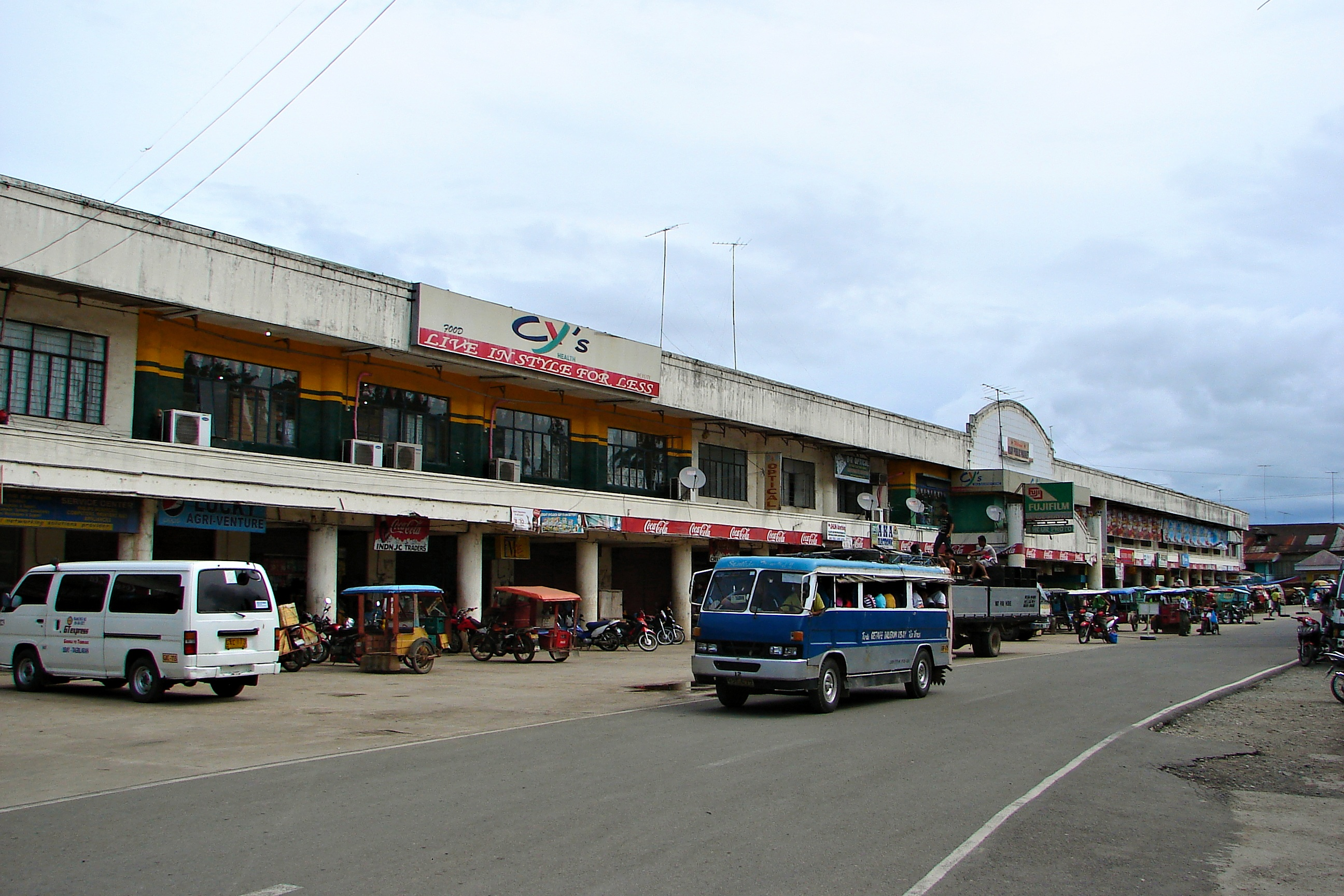
Openbare markt